# Jagerij
De Jagerij is een straat in Mater, een deelgemeente van Oudenaarde in de Vlaamse Ardennen. De straat ligt westelijk aan de grens met Horebeke en is deels bestraat met kasseien.
De Jagerij begint als het verlengde van de Hauwaart in het zuiden, aan de Keirestraat in Mater. De kasseiweg eindigt anderhalve kilometer verderop, waar ze in het noorden uitkomt op Tissenhove in Mater. De weg is zoals de Haaghoek sterk hellend, vooral het geasfalteerde gedeelte. De Jagerij dwarst een landelijke weg die als straatnamen Zoetebeekweg (westen) en Horebekeweg (oosten) heeft. De Jagerij bevat ook twee bochten. De kasseistrook begint (noordwaarts) na de tweede bocht, die naar links gaat, aan de Hoek. 
De kasseien van de Jagerij werden in 2004 een Vlaams beschermd monument.

## Wielrennen
De Jagerij loopt noord-zuid en westelijk langs de topografische grens van de dorpen Sint-Maria-Horebeke (Horebeke) en Mater (Oudenaarde). De straat is gelegen te Mater. Ze heeft reeds vele malen deel uitgemaakt van het parcours van de Ronde van Vlaanderen en andere bekende Vlaamse eendaagse voorjaarskoersen zoals de E3 Harelbeke of de Omloop Het Nieuwsblad. Sinds haar opname in het parcours van deze eendagskoersen vormt de Jagerij een pittig drieluik van kasseistroken met de straten Kerkgate (al dan niet inclusief de Karel Martelstraat) en Ruitersstraat die onmiddellijk ten westen in de omgeving van de Jagerij zijn gesitueerd. In 2016 werd de Jagerij aan het parcours van de Ronde van Vlaanderen toegevoegd wegens wegenwerken aan de Holleweg, een andere kasseiweg in de buurt.
De kasseistrook is ook opgenomen in de gele lus van de recreatieve fietsroute Ronde van Vlaanderenroute.